# Natale Schiavoni
Natale Schiavone (n. 25 aprilie 1777, Chioggia, Veneto, Italia – d. 15 aprilie 1858, Veneția, Imperiul Austriac) a fost un pictor și gravor italian care s-a remarcat în tematica portretelor și a scenelor istorice. Multe dintre picturile sale înfățișează femei nubile seducătoare.

## Biografie
Natale Schiavoni s-a născut în Chioggia, lângă Veneția și există probabilitatea că a fost un descendent îndepărtat al pictorului venețian Andrea Schiavoni. La Veneția, s-a format sub îndrumarea lui Francesco Maggiotto și ulterior a intrat sub influența neoclasicismului.

## Carieră
A fost peripatetic, a călătorit în 1800 la Trieste, iar în 1810 la Milano, unde a pictat pe Eugène de Beauharnais și familia regală. La Milano, a reușit să frecventeze studiourile lui Appiani, Longhi și Sabatelli. În 1816, Schiavoni a fost invitat de împăratul austriac la Viena, pentru a deveni portretistul oficial al curții. De acolo, s-a întors la Veneția în 1821, unde a devenit profesor la Academia de Arte Frumoase. A locuit în Palazzo Giustinian de pe Marele Canal venețian.
A fost distins cu o medalie de aur la o expoziție de la Bruxelles. Printre lucrările sale se numără o Magdalena penitentă (1852).
El a fost descris de Pietro Selvatico ca fiind un colorist foarte priceput. A murit la Veneția.
A avut doi fii - Felice Schiavoni (1803–68) și Giovanni Schiavoni (1804–48), care au fost și ei pictori de mitologie și istorie. Printre adepții săi se număra și Antonio Zuccaro (1815–1892). Multe dintre picturile sale au fost gravate de Luigi Boscolo.

## Gallery

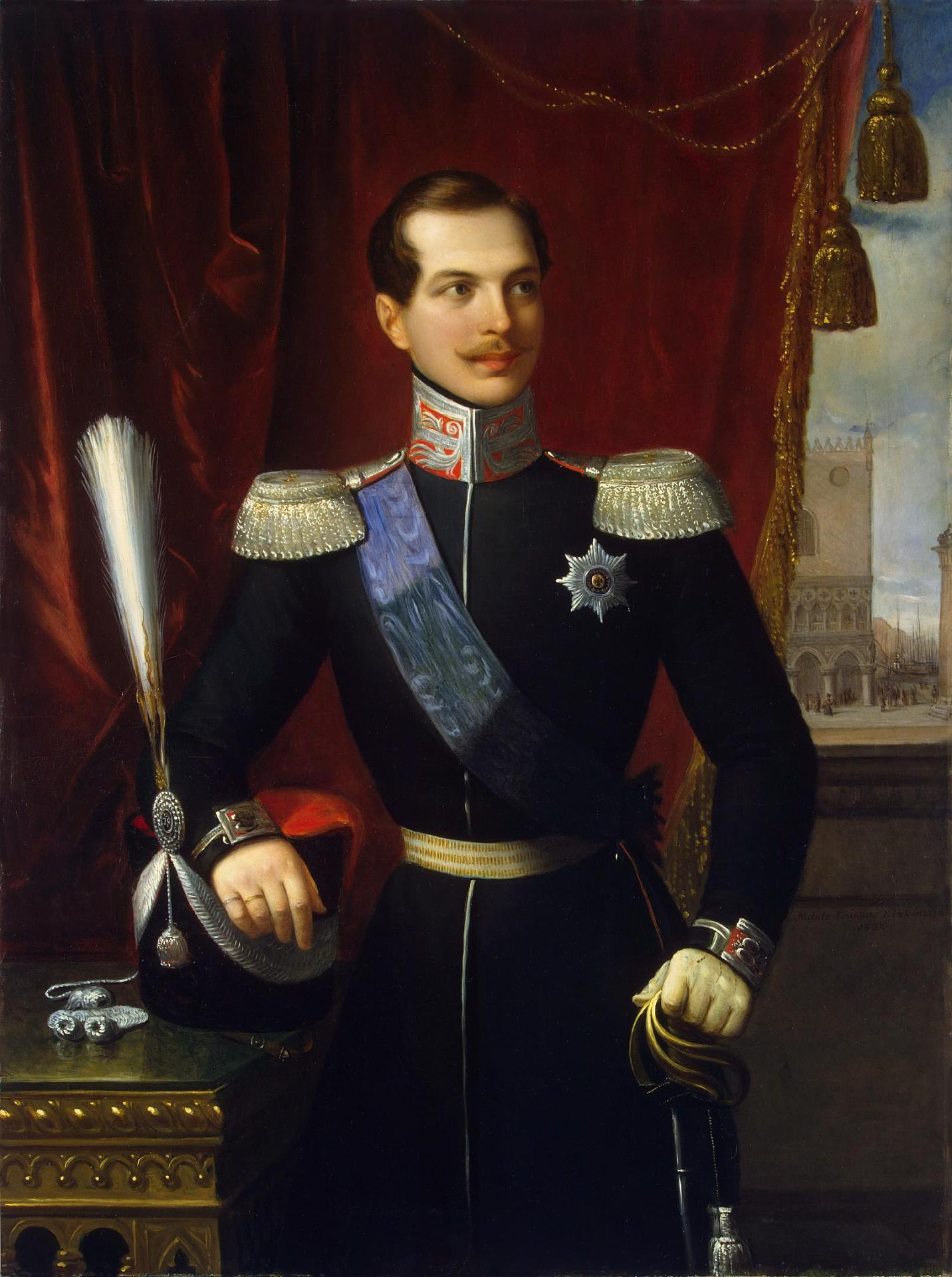
Marele Duce Alexander Nikolaevich, 1838
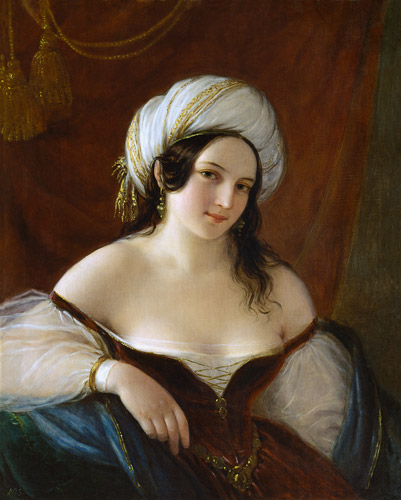
Odaliscă, 1845, Muzeul Revoltella, Trieste.
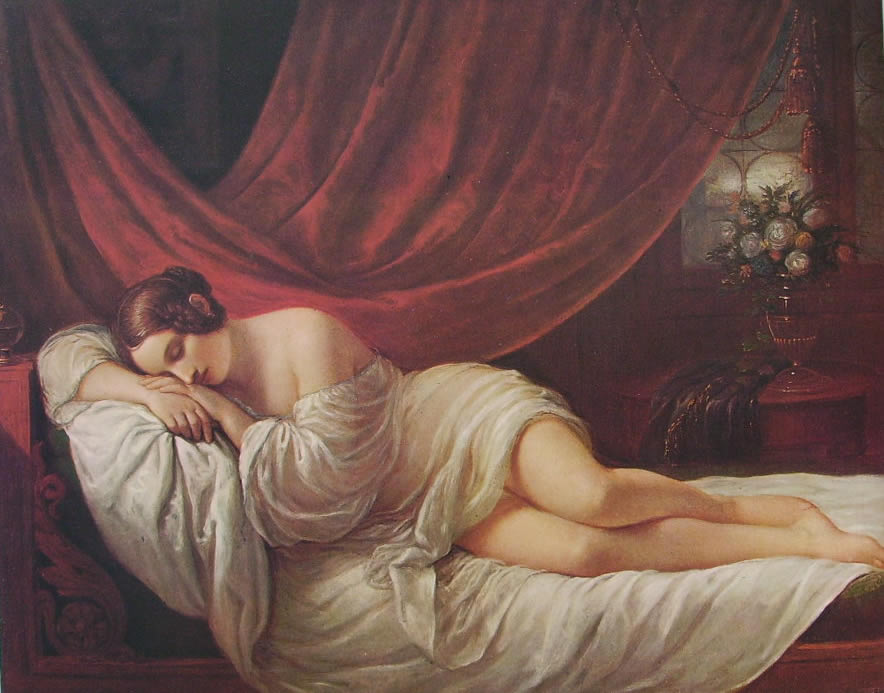
Visare la șaisprezece ani, circa 1820.
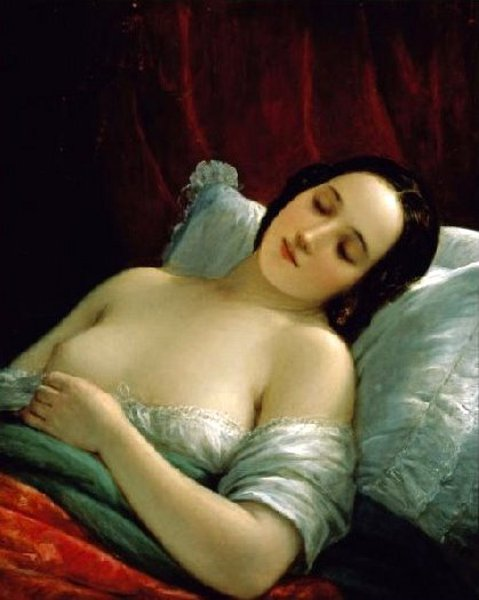
Dormind, circa 1820.